# Gland VD
| VD ist das Kürzel für den Kanton Waadt in der Schweiz. Es wird verwendet, um Verwechslungen mit anderen Einträgen des Namens Gland zu vermeiden. |

Gland ([glɑ̃], frankoprovenzalisch [gʎɑ̃]) ist eine politische Gemeinde im Bezirk Nyon des Kantons Waadt in der Schweiz.

## Geographie

Luftbild (1964)

Gland liegt auf 432 m ü. M. fünf Kilometer (Luftlinie) nordöstlich des Bezirkshauptortes Nyon. Die Gemeinde erstreckt sich auf der leicht gegen den Genfersee geneigten Ebene am Jurasüdfuss im äussersten Westen der Waadtländer Côte.
Die Fläche des 8,3 km² grossen Gemeindegebiets umfasst einen Abschnitt am Nordwestufer des Genfersees. Der Gemeindeboden erstreckt sich vom Seeufer über den flachen Uferrandstreifen nach Norden über die Ebene bis an den Jurafuss. Hier wird mit 470 m ü. M. der höchste Punkt von Gland erreicht. Die nordöstliche Grenze bilden der zumeist kanalisierte Lavasson und – unterhalb seiner Mündung – die Dullive, die mit einem kleinen Aufschüttungskegel in den Genfersee mündet. Die südwestliche Grenze verläuft entlang der Promenthouse, die mit zahlreichen Mäandern durch eine Talniederung fliesst. Ganz im Süden reicht das Gemeindegebiet auf den Schwemmkegel, den die Promenthouse mit dem im Jura erodierten Material bei ihrer Mündung in den Genfersee gebildet hat. Von der Gemeindefläche entfielen 1997 37 % auf Siedlungen, 14 % auf Wald und Gehölze, 48 % auf Landwirtschaft und etwas weniger als 1 % war unproduktives Land.
Zu Gland gehören die Siedlungen La Lignière (403 m ü. M.) und La Dullive (380 m ü. M.) westlich des gleichnamigen Baches sowie einige Gehöfte. Nachbargemeinden von Gland sind Prangins, Vich, Begnins, Luins und Dully. Auf dem Genfersee grenzt Gland an Frankreich.

## Bevölkerung
| Bevölkerungsentwicklung | Bevölkerungsentwicklung |
| Jahr                    | Einwohner               |
| ----------------------- | ----------------------- |
| 1764                    | 324                     |
| 1850                    | 425                     |
| 1900                    | 676                     |
| 1950                    | 1'180                   |
| 1960                    | 1'545                   |
| 1970                    | 2'404                   |
| 1980                    | 4'906                   |
| 1990                    | 7'109                   |
| 2000                    | 9'663                   |
| 2010                    | 11'633                  |

Mit 14'018 Einwohnern (Stand 31. Dezember 2023) gehört Gland zu den grossen Gemeinden des Kantons Waadt. Von den Bewohnern sind 79,5 % französischsprachig, 6,5 % deutschsprachig und 3,6 % englischsprachig (Stand 2000). Nach 1960 setzte eine rasante Bevölkerungszunahme mit einer Versiebenfachung der Einwohnerzahl innerhalb von 30 Jahren ein.

## Wirtschaft
Gland war bis ins 20. Jahrhundert ein hauptsächlich durch die Landwirtschaft geprägtes Dorf. Heute spielt die Landwirtschaft als Erwerbsquelle nur noch eine untergeordnete Rolle, sie konzentriert sich auf den Weinbau am Fuss der La Côte und in der Ebene östlich des Ortes; dank der fruchtbaren Böden ist auch der Ackerbau von Bedeutung. Erst seit dem Bau der Autobahn A1 (1964), siedelten sich zahlreiche Industrieunternehmen sowie Gewerbe- und Dienstleistungsbetriebe in der Gemeinde an. Heini Mader Racing Components, ein international tätiger Hersteller und Tuner von Rennsportmotoren, war vier Jahrzehnte lang in Gland ansässig. Der Hauptsitz der International Union for Conservation of Nature and Natural Resources (IUCN) sowie derjenige des WWF und von Swissquote befinden sich in Gland. Zu Gland gehört auch die Klinik La Lignière, die auf Kardiologie und Diabetologie spezialisiert ist. Seit 1971 gibt es ein grosses Schul- und Sportzentrum; ferner besitzt Gland einen Golfplatz in der Nähe des Genfersees.
In den letzten Jahrzehnten hat sich das ehemalige Weinbauerndorf zu einer Wohngemeinde entwickelt. Neue Quartiere entstanden vor allem in Richtung Genfersee, während die Industrie- und Gewerbezonen vorwiegend in Autobahnnähe und im Südwesten der Gemeinde anzutreffen sind. Da Gland etwa in der Mitte zwischen Lausanne und Genf liegt, gibt es auch viele Erwerbstätige, die in diesen Städten ihrer Arbeit nachgehen. Gland hat sich zu einem beliebten Wohnort für die Prominenz entwickelt. So hat sich hier 2006 unter anderem der Formel-1-Rennfahrer Michael Schumacher niedergelassen. Seine neue Villa (ca. 40 Millionen Euro) soll das teuerste Wohnhaus der Schweiz sein.

## Verkehr
Die Gemeinde ist verkehrstechnisch hervorragend erschlossen. Die Autobahn A1 (1964 eröffnet), die Hauptstrasse 1 und die SBB-Linie Lausanne–Genf (Abschnitt Morges-Coppet am 14. April 1858 in Betrieb genommen) passieren Gland. Für die Feinverteilung im öffentlichen Verkehr sorgen die Buslinien vom dortigen Bahnhof nach Burtigny, Rolle und von Nyon via Gland nach Gimel. Von 1906 bis 1954 verkehrte die Überlandstrassenbahn Gland–Begnins (GB).

## Geschichte
Gland kann auf eine sehr lange Siedlungstradition zurückblicken. Die frühesten Spuren gehen auf die Bronzezeit zurück, aus der ein Siedlungsplatz am Seeufer bei La Dullive stammt. Bei La Lignière fand man Gräber aus der La-Tène-Zeit. Auch aus der Römerzeit sind Funde bekannt, darunter Reste einer Villa, einer Ziegelbrennerei und von Gräbern. Weitere Grabstätten sind aus der burgundischen Zeit überliefert.
Die erste urkundliche Erwähnung des Ortes erfolgte 994 unter dem Namen Villa Glannis. Später erschienen die Bezeichnungen Glant (1179), Glans (1202), Glanez (1344) und 1386 der heutige Name. Gland gehörte seit dem Mittelalter zur Herrschaft Prangins, aber auch die Abtei Romainmôtier und die Herren von Gingins hatten Besitz im Dorf.
Mit der Eroberung der Waadt durch Bern im Jahr 1536 kam Gland unter die Verwaltung der Vogtei Nyon. 1673 wurde Marcins, das bis dahin eine selbständige Gemeinde bildete, mit Gland vereinigt. Der Ort nahm im 18. Jahrhundert viele hugenottische Flüchtlinge auf. Nach dem Zusammenbruch des Ancien Régime gehörte Gland von 1798 bis 1803 während der Helvetik zum Kanton Léman, der anschliessend mit der Inkraftsetzung der Mediationsverfassung im Kanton Waadt aufging. 1798 wurde es dem Bezirk Nyon zugeteilt.

## Sehenswürdigkeiten
In Gland gibt es eine reformierte Pfarrkirche (1968 erbaut) und eine katholische Kirche (1973). Ausserhalb des Ortes entlang des Seeufers gibt es mehrere Herrensitze und schlossähnliche Villen, die sich alle in Privatbesitz befinden, darunter die Villas Prangins.
In den 1930er Jahren wurde zwischen dem Genferseeufer und dem Jura eine Panzersperre errichtet. Die besondere Form der Betonblöcke erinnert an die Toblerone-Schokolade, weshalb die Sperre den Namen La ligne des Toblerones bekam. Entlang dieser Sperre führt heute der Lehrpfad Sentier des Toblerones  (Tobleroneweg).

## Bilder

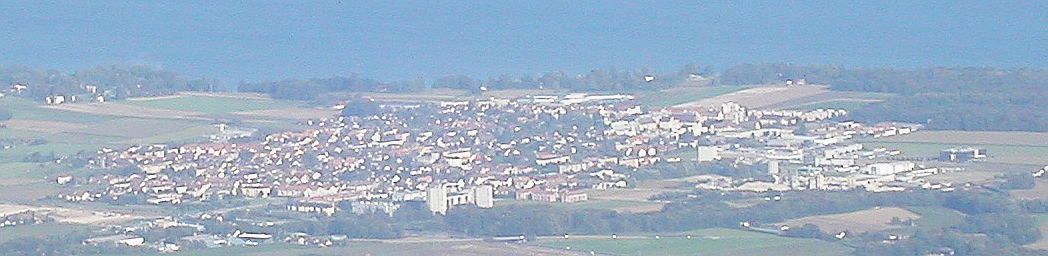
Gland von der La Barillette her gesehen
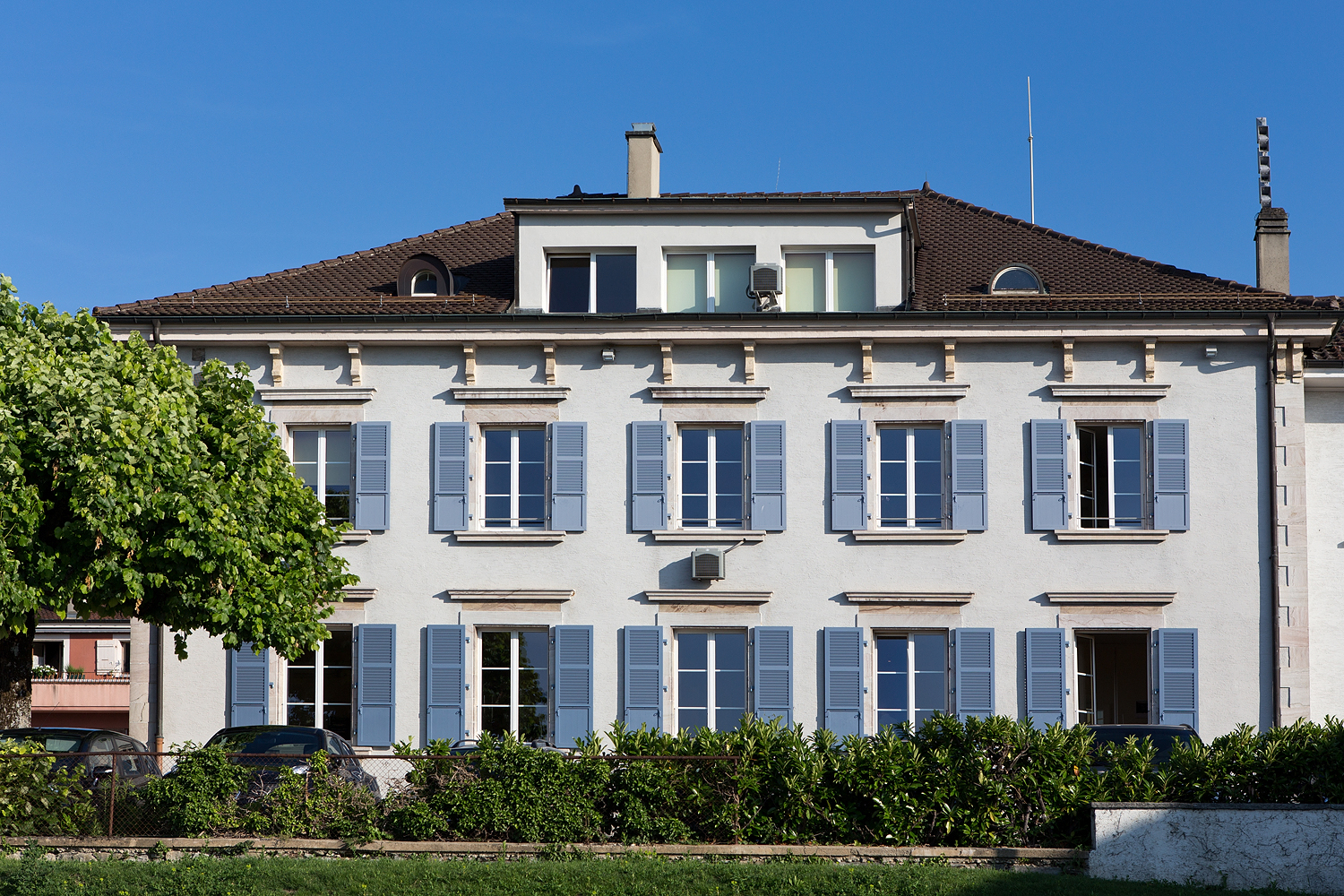
Gemeindehaus
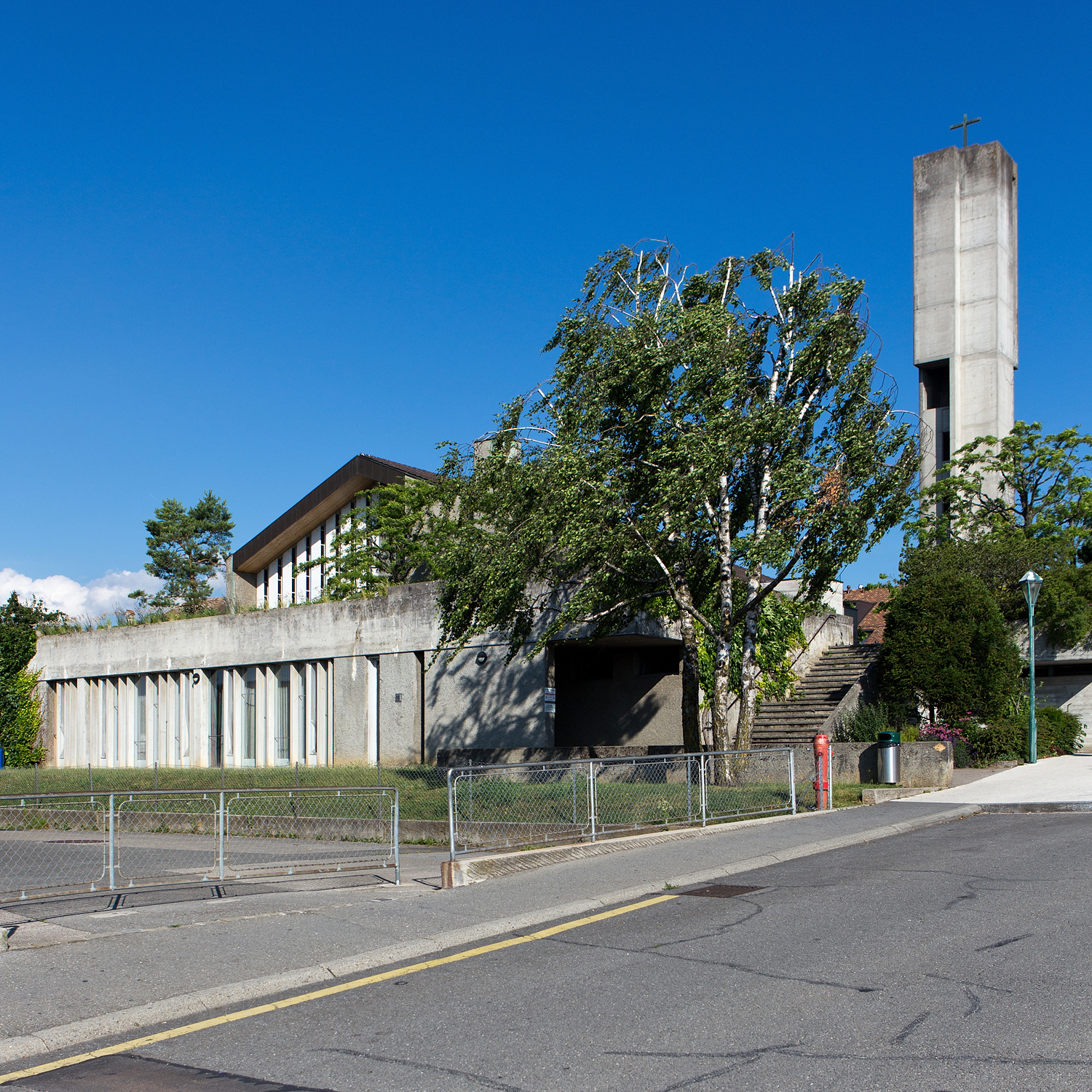
Reformierte Kirche
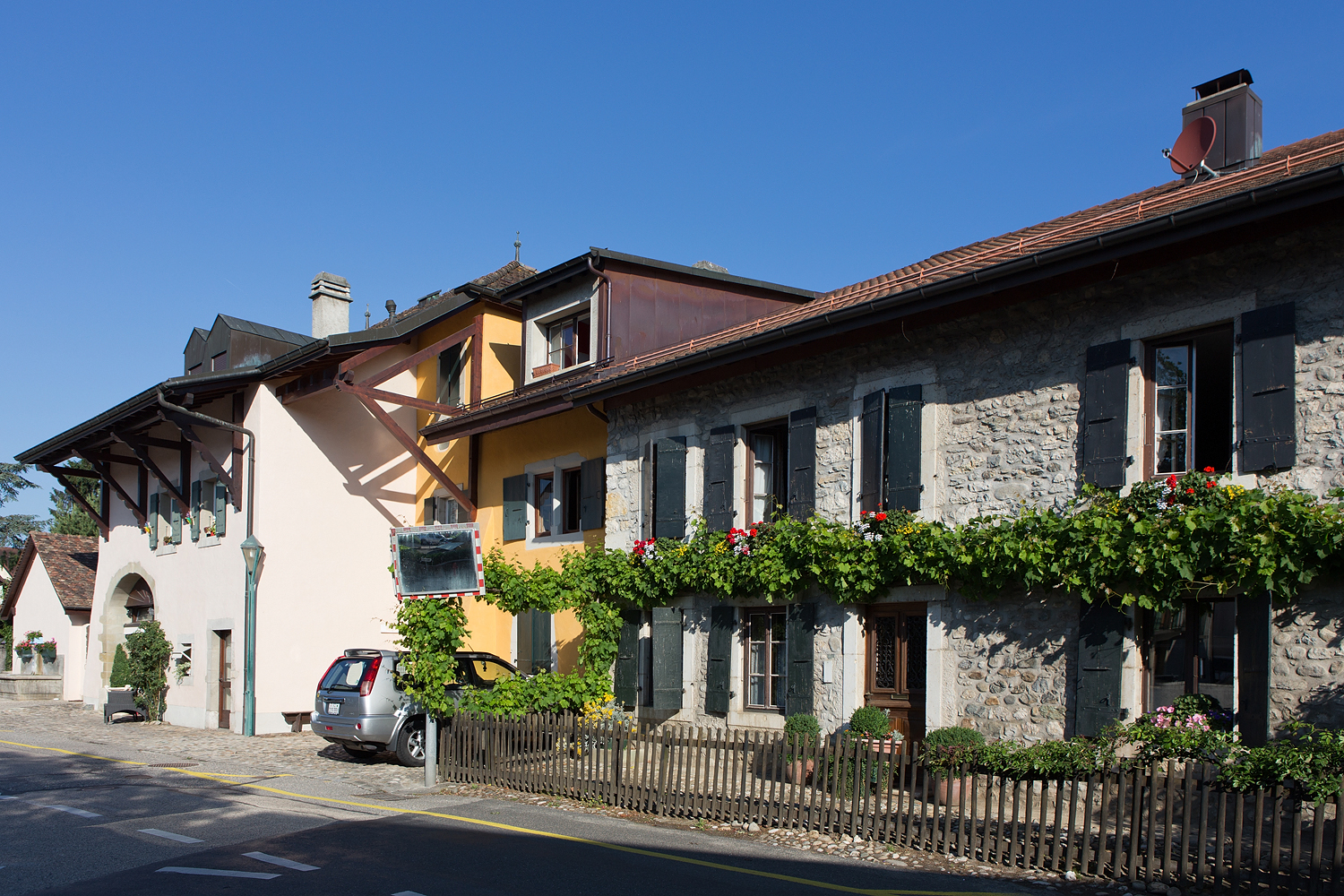
Im alten Dorfteil
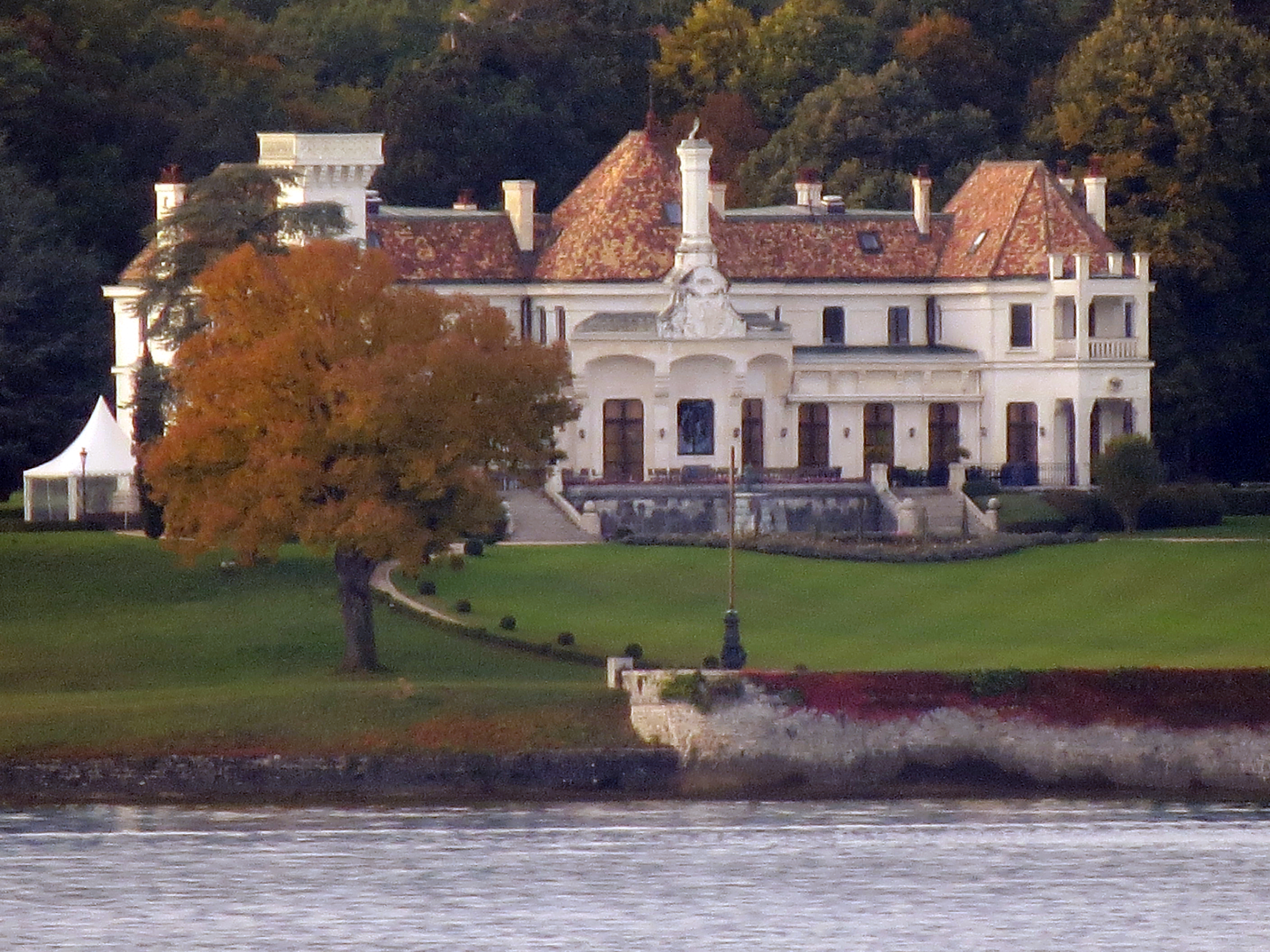
Villa Prangins
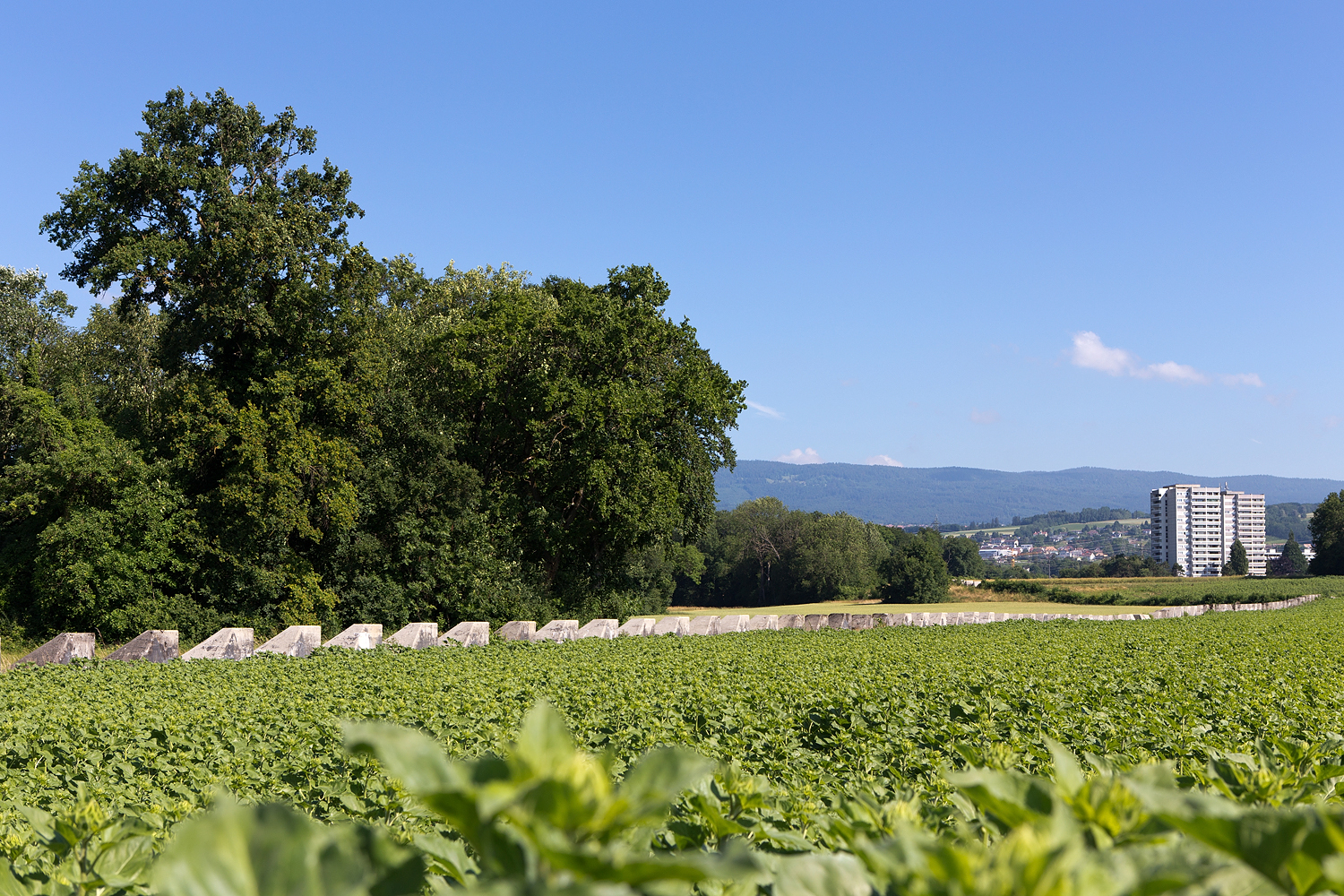
Sentier des Toblerones
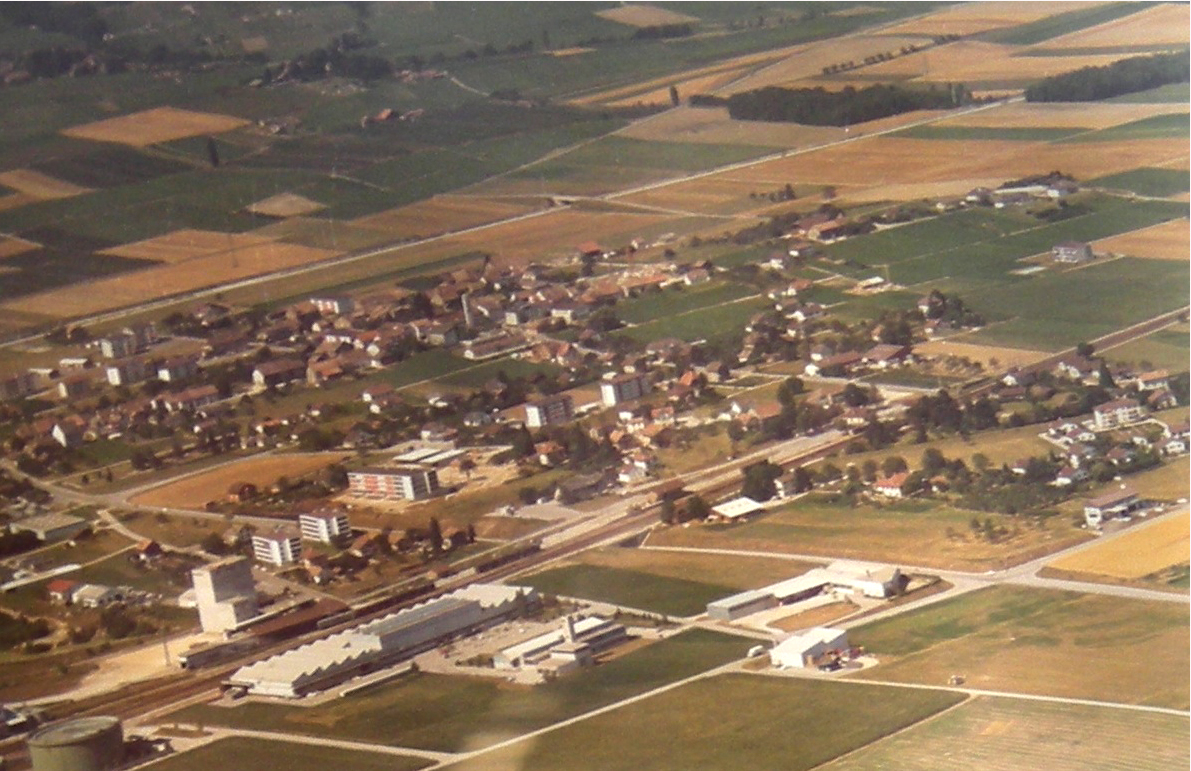
Gland, Luftaufnahme 1972